# Saint-Thomas (Haute-Garonne)
Saint-Thomas (okzitanisch: Sent Tomàs) ist eine französische Gemeinde mit 614 Einwohnern (Stand: 1. Januar 2022) im Département Haute-Garonne in der Region Okzitanien. Sie gehört zum Arrondissement Muret und zum Kanton Plaisance-du-Touch. Die Einwohner werden Saint-Thomasains genannt.

## Geografie
Saint-Thomas liegt in der historischen Provinz Savès an der Grenze zum Département Gers, etwa 30 Kilometer westsüdwestlich von Toulouse und etwa 22 Kilometer westnordwestlich von Muret. Die Aussonnelle entspringt im Norden der Gemeinde, die Aiguebelle im Süden. Saint-Thomas wird umgeben von den Nachbargemeinden Empeaux und Auradé im Norden, Bonrepos-sur-Aussonnelle im Nordosten, Saiguède im Osten, Sainte-Foy-de-Peyrolières im Südosten, Bragayrac im Süden sowie Seysses-Savès im Westen.

## Bevölkerungsentwicklung
| Jahr                       | 1962 | 1968 | 1975 | 1982 | 1990 | 1999 | 2006 | 2013 | 2020 |
| Einwohner                  | 243  | 227  | 267  | 287  | 362  | 472  | 544  | 555  | 592  |
| Quellen: Cassini und INSEE |      |      |      |      |      |      |      |      |      |

## Sehenswürdigkeiten

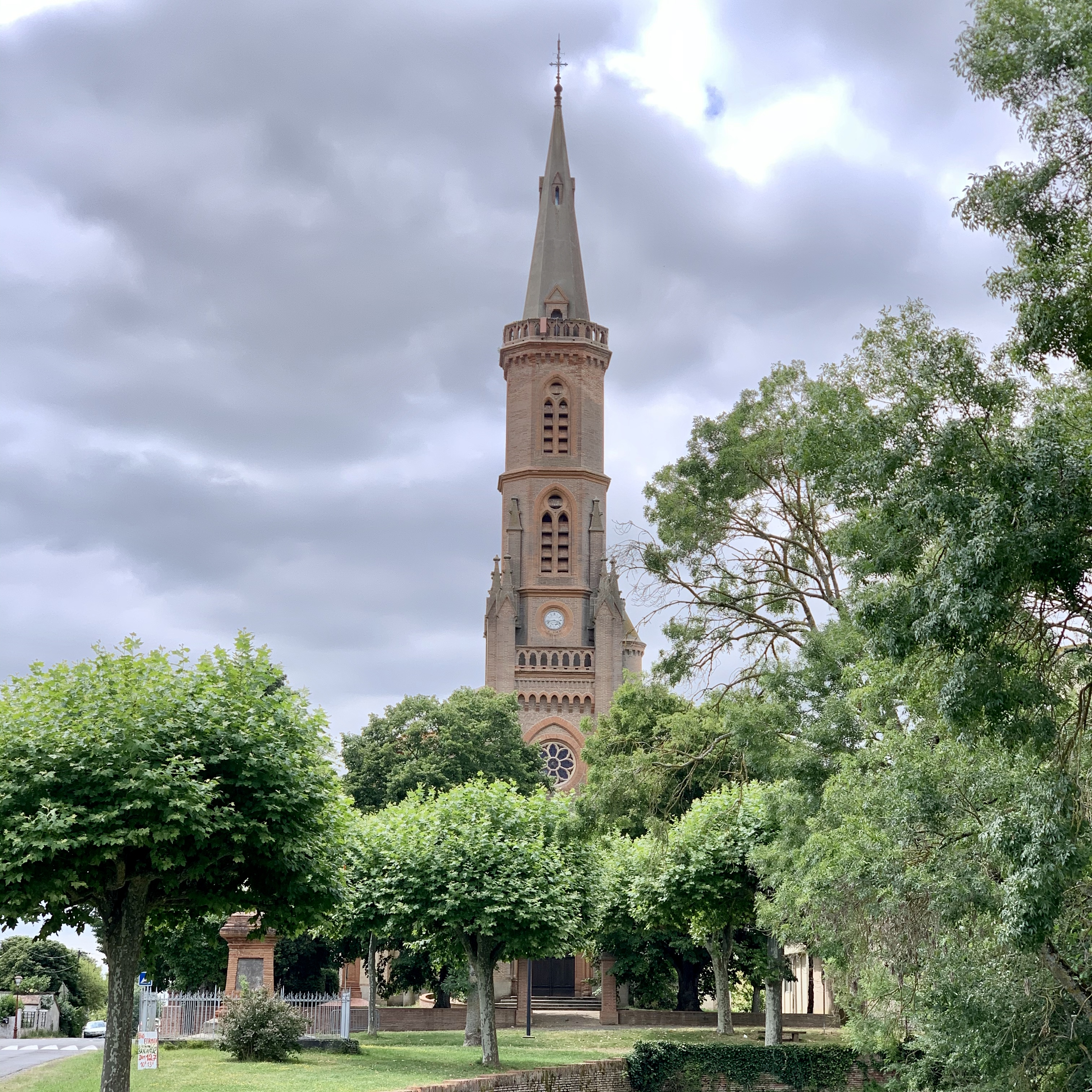
Kirche Saint-Barthélemy
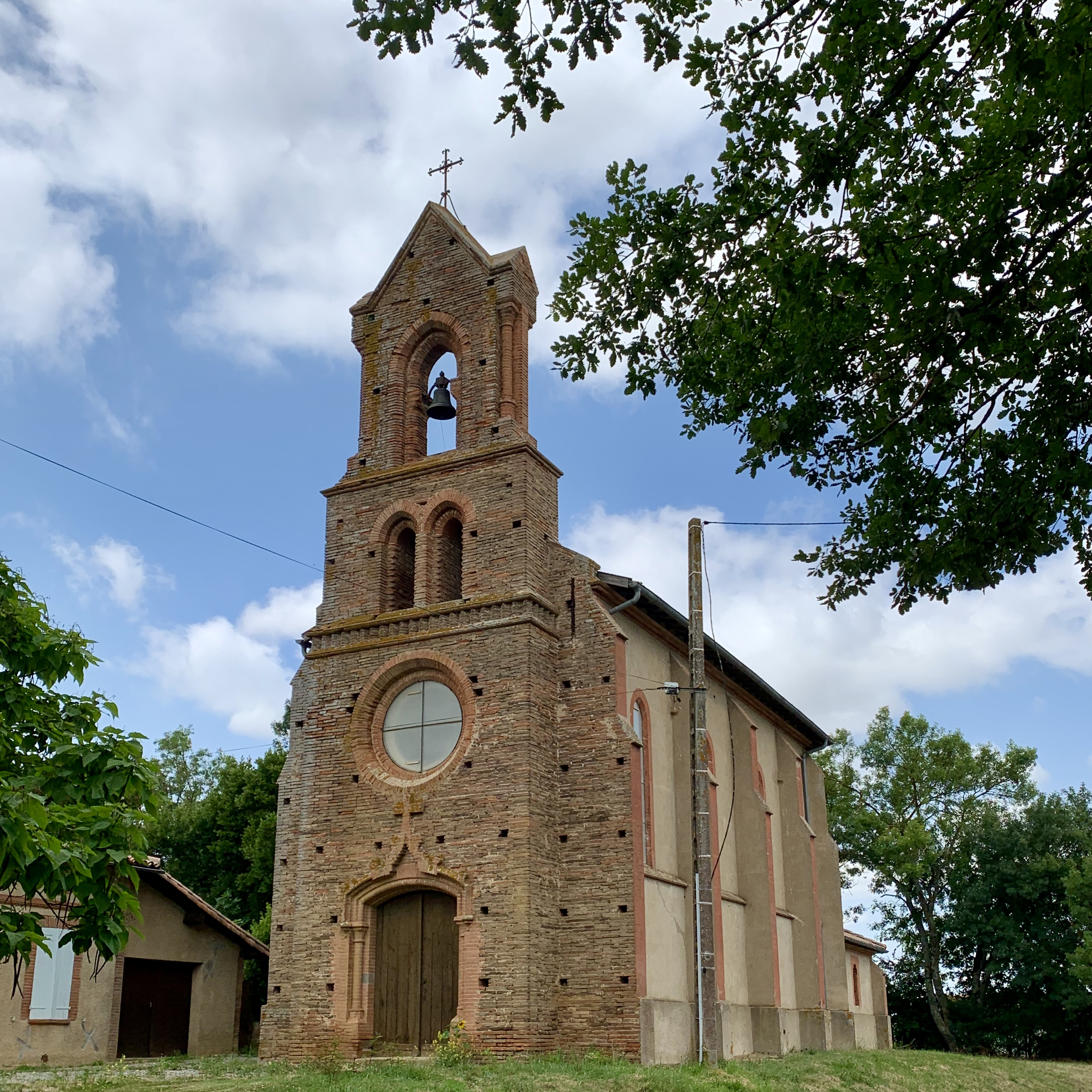
Kapelle Notre-Dame-de-Pitié
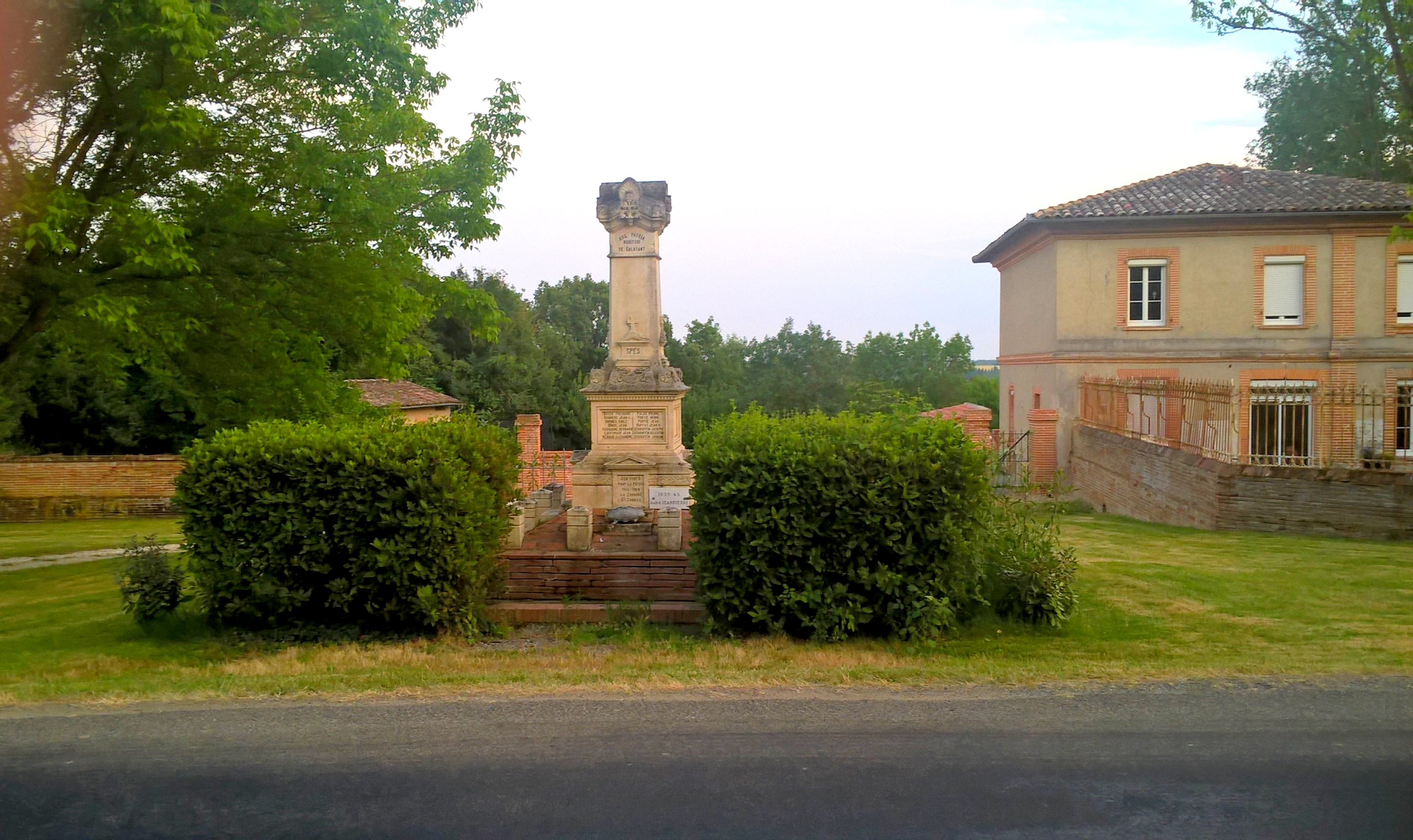
Wasserturm

- Kirche Saint-Barthélemy
- Kapelle Notre-Dame-de-Pitié
- Gefallenendenkmal